# Călugăreni (gmina w okręgu Giurgiu)
Călugăreni – gmina w Rumunii, w okręgu Giurgiu. Obejmuje miejscowości Brăniștari, Călugăreni, Crucea de Piatră, Hulubești i Uzunu. W 2011 roku liczyła 6148 mieszkańców. 